# Nueva carretera de Katmandú
La Nueva carretera de Katmandú (en nepalí: नयाँ सडक) es el nombre que recibe un centro financiero y una concurrida calle de Nepal. Se refiere a una calle de dos carriles en el centro de Katmandú, así como el barrio que la rodea. Es uno de los sectores más concurridos de la ciudad. Al estar cerca del punto medio de la carretera de circunvalación de Katmandú, así como el casco antiguo de Katmandú (Plaza Durbar de Katmandú), también conocida como Basantapur, Katmandú), es una de las zonas del centro de la ciudad.
La vía fue construida bajo el gobierno del primer ministro Juddha Shamsher Rana después del terremoto de 1934 que destruyó muchos edificios en el valle de Katmandú.